# 双龙桥
双龙桥亦称十七孔桥，位于云南省红河哈尼族彝族自治州建水县西庄镇白家營村，南盘江支流的泸江河与塌冲河交汇处，东距建水县城4.5公里。因泸江河和塌冲河两河蜿蜒盘曲如龙，故名。为中国十大名桥之一。
双龙桥北端3孔为清代乾隆年间建于泸江河上，全长36.7米，宽4.3米，中拱净跨6.5米。道光初年，西南方的塌冲河决堤改道至此并汇入泸江河，使河面增宽了近百米，当地居民在原来的石桥南端新建石桥14孔，与原有的3孔成雁齿连接，共为17孔，全长148米。另外还在桥上建盖了3座飞格式阁楼，两端阁楼略小，居中一座雄伟壮观，有“滇南大观楼”之称。后三阁毁于战火。光绪二十二年（1896年）重建三阁。护国战争期间北端的桥亭又被毁。现仅存一大一小两座阁楼。2006年被国务院批准列入第六批全国重点文物保护单位。